# US Open de 2008 - Duplas femininas
Detalhes de Duplas Femininas do US Open de 2008.